# Charasó
Charasó, en grec moderne : Χαρασό, est un village du dème de Chersónissos, dans le district régional de Héraklion, de la Crète, en Grèce. Selon le recensement de 2001, la population de Charasó compte 116 habitants. Il est situé à une altitude de 410 m et à une distance de 27,3 km de Héraklion.